# Andrea Piechele
Andrea Piechele (Cles, 29 giugno 1987) è un ex ciclista su strada italiano, professionista dal 2010 al 2015.

## Carriera
Da Under-23 gareggia per tre stagioni con la U.C. Trevigiani, vincendo anche un'edizione dell'Astico-Brenta e della Coppa Mobilio Ponsacco. Professionista dal 2010 con la Carmiooro-N.G.C., nella stagione d'esordio arriva secondo al Circuito de Getxo; per la stagione successiva approda così alla Colnago-CSF Inox, formazione Professional Continental. Nel 2013 si mette in evidenza soprattutto nelle volate, e ottiene alcuni piazzamenti, fra cui il secondo posto nella sesta tappa alla Volta a Portugal, il podio al Memorial Marco Pantani e il quarto posto alla Coppa Bernocchi.
Nel 2015 prende parte alla sua prima grande classica del nord Europa, l'Amstel Gold Race, che tuttavia non porta a termine, e sfiora nuovamente il successo al Presidential Cycling Tour of Turkey, quando nella settima tappa solo il campione britannico Mark Cavendish riesce a precederlo sul traguardo. Al termine della stagione, non confermato dalla Bardiani-CSF (già Colnago-CSF) e condizionato da problemi fisici, decide di lasciare l'attività agonistica per dedicarsi agli studi (corso di laurea in scienze motorie).

## Palmarès
- 2007 (U.C.Trevigiani, una vittoria)

Grand Premio Cementi Zillo
- 2008 (U.C. Trevigiani, cinque vittorie)

Astico-Brenta
Gran Premio Calvatone
Gran Premio Ciclistico Arcade
Gran Premio Città di Guastalla
2ª tappa Giro della Regione Friuli Venezia Giulia (Pordenone > Casarsa della Delizia)
- 2009 (U.C. Trevigiani, sei vittorie)

Coppa Mobilio Ponsacco (in linea)
Memorial Elia Dal Re
Trofeo S.C. Corsanico
Gran Premio Città di Este
Medaglia d'Oro Riccardo Brunello
Giro della Valcavasia

## Piazzamenti

### Classiche monumento
- Giro di Lombardia

2011: ritirato
2012: ritirato